# Soproni Tájvédelmi Körzet
A Soproni Tájvédelmi Körzet területe  4095 hektár, ebből fokozottan védett 705 hektár. A tájvédelmi körzet a Fertő–Hanság Nemzeti Park Igazgatósága alá tartozik.

## Fekvése
A tájvédelmi körzet a Soprontól nyugatra eső Soproni-hegység területe.

## Jellemzői
A Soproni-hegység 4905 ha kiterjedésű magyarországi területét 1977. március 30-án teljes egészében tájvédelmi körzetté nyilvánították. A Soproni Tájvédelmi Körzet természetvédelmi kezelője a Fertő–Hanság Nemzeti Park Igazgatósága. Területének 85%-a erdő, 15%-a pedig rét.
A tájvédelmi körzet valójában egy kisebb és egy nagyobb részből áll: a kisebb, Soprontól keletre eső rész a kristályos palából álló Harkai-kúp, ami főleg növényföldrajzi jelentősége miatt védett terület.

## Növény- és állatvilág

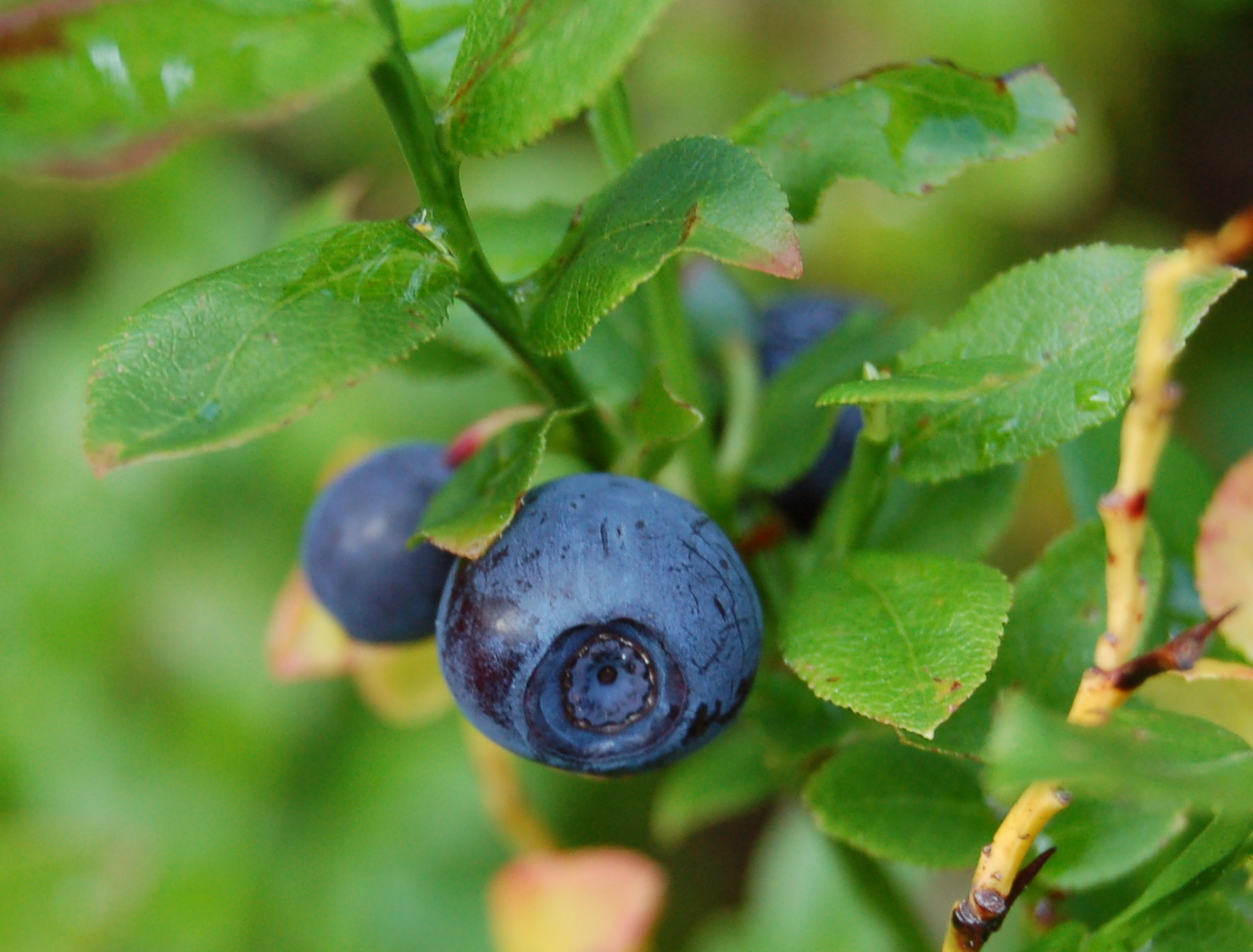
Fekete áfonya

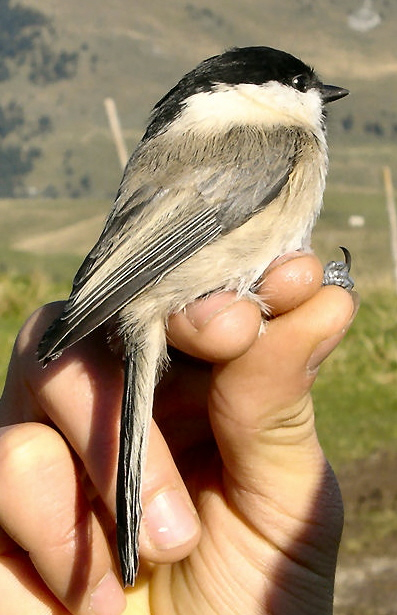
Kormosfejű cinege

A területet az alábbi tömegesen fellépő montán, atlanti-kárpáti és atlanti-mediterrán elterjedésű növényfajok jelzik:
- csarab (Calluna vulgaris)
- fekete áfonya (Vaccinium myrtillus)
- szelídgesztenye (Castanea sativa)
- erdei ciklámen (Cyclamen purpurascens)
- európai struccpáfrány (Matteuccia struthiopteris)
- farkasboroszlán (Daphne mezereum)
- enyves aszat (Cirsium erisithales)
- fehér acsalapu(Petasites albus)

Az állatvilága is rendkívül gazdag, mely ugyancsak alátámasztja a táj állatföldrajzi különállóságát, főbb védett fajok:
- púposszövő lepke
- foltos szalamandra
- gyepi béka
- fekete gólya
- uhu
- hegyi billegető
- keresztcsőrű
- kormosfejű cinege
- sebes pisztráng
- kövi csík

## Kulturális értékek
A Sopron és Brennbergbánya közötti Várhegyen egy kiterjedt árok- és sáncrendszer tövében kelta-illír vaskori temetőt (hallstatti kultúra) tártak fel a régészek. A több mint kétszáz, majd' háromezer éves sírból rengeteg szerszámot és fegyvert ástak elő.
Az egykori szénbányászat emlékeit Brennbergbányán tekinthetjük meg. A bányásztelepülés a 18. század közepétől a sorban nyíló aknák köré épült; szerkezete máig őrzi ezt a jellegzetességet. A tájvédelmi körzet turistatérképpel könnyen bejárható. Az ismeretszerzést a Ciklámen tanösvény is segíti.

## Külső hivatkozások
- A Fertő-Hanság Nemzeti Park honlapja
- A Fertő-Hanság Nemzeti Park honlapja - a Soproni TK leírása
- A soproni hegyvidék forrásai Archiválva 2015. október 14-i dátummal a Wayback Machine-ben
- Cikk a Na-Túra honlapon